# Theodore W. Palmer
Theodore Windle Palmer (* 19. Oktober 1935 in Boston) ist ein US-amerikanischer Mathematiker.

## Leben
Theodore Palmer wurde 1966 mit der Dissertation Unbounded Normal Operators on Banach Spaces (deutsch: Unbeschränkte normale Operatoren auf Banachräumen) unter Lynn Harold Loomis an der Harvard University promoviert. Er ist heute Emeritus an der University of Oregon.
Palmers Hauptarbeitsgebiet ist die Funktionalanalysis, insbesondere die Theorie der Banachalgebren. Sein Name ist mit dem Satz von Vidav-Palmer verbunden. Er ist auch als Autor eines zweibändigen Werks über Banachalgebren bekannt.

## Werke
- Banach algebras and the general theory of *-algebras, Band I, Cambridge University Press, ISBN 0-521-12410-7
- Banach algebras and the general theory of *-algebras, Band II, Cambridge University Press, ISBN 0-521-36638-0